# William Westall
Pour les articles homonymes, voir Westall.
William Westall (Hertford, 12 octobre 1781 - Londres, 22 janvier 1850) est un peintre et explorateur britannique.

## Biographie
Fils d'un brasseur, il apprend le dessin avec son frère Richard Westall et est nommé, en 1801, peintre officiel de l'expédition de Matthew Flinders en Australie.
Il effectue ainsi de nombreux paysages et portraits d'aborigènes qui sont malheureusement fortement endommagé lors du naufrage du Porpoise sur la Grande Barrière de corail.
Il voyage ensuite en Inde, en Chine et visite Madère (1803) et la Jamaïque (1804-1806).
Ses œuvres illustrent le Voyage to Terra Australis de Flinders (1811). Certaines sont aujourd'hui conservées au siège de l'amirauté britannique.

## Galerie

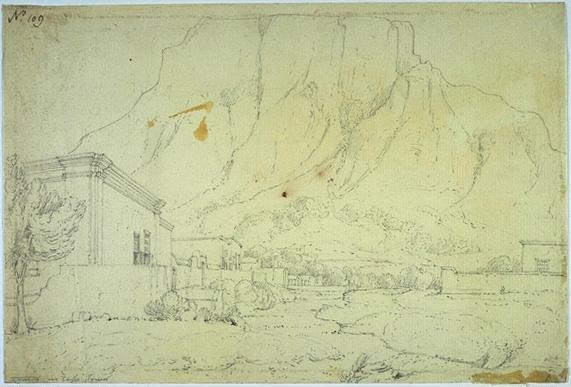
Vue du Cap de Bonne Espérance au pied de Table Mountain, 1801
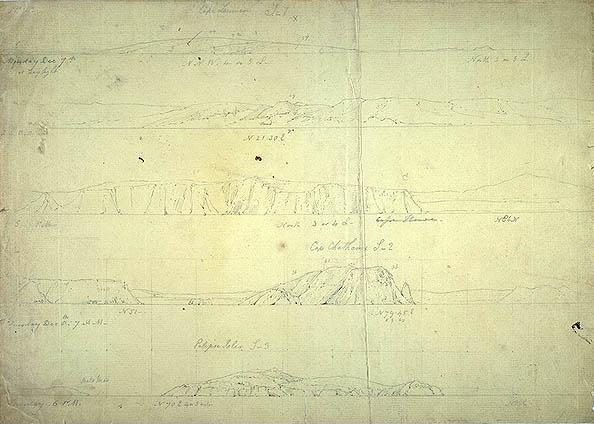
Esquisse d'un paysage australien de la côte Sud : Cap Leeuwin, Cap Chatham et iles Eclipse, 1801
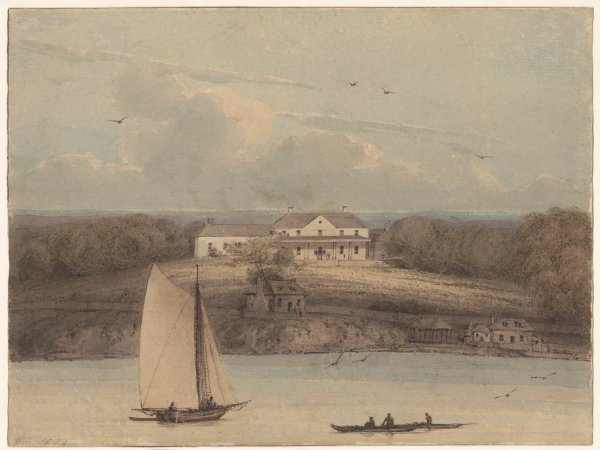
Sydney: Government House, 1802
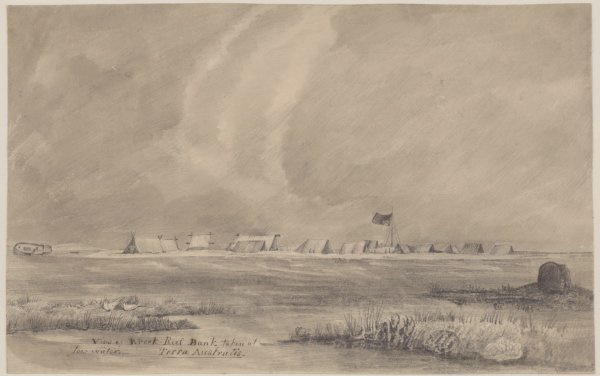
View of Wreck Reef Bank Taken at Low Water: Terra Australis, 1803
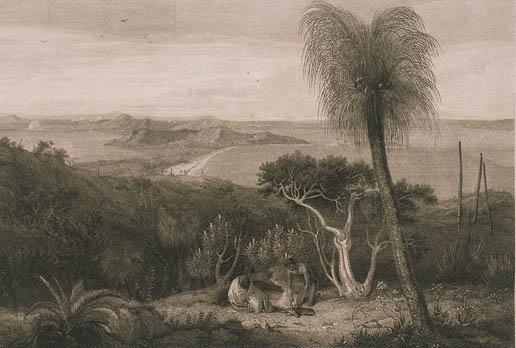
View from the South Side of King George's Sound, gravue de John Byrne d'après Westall
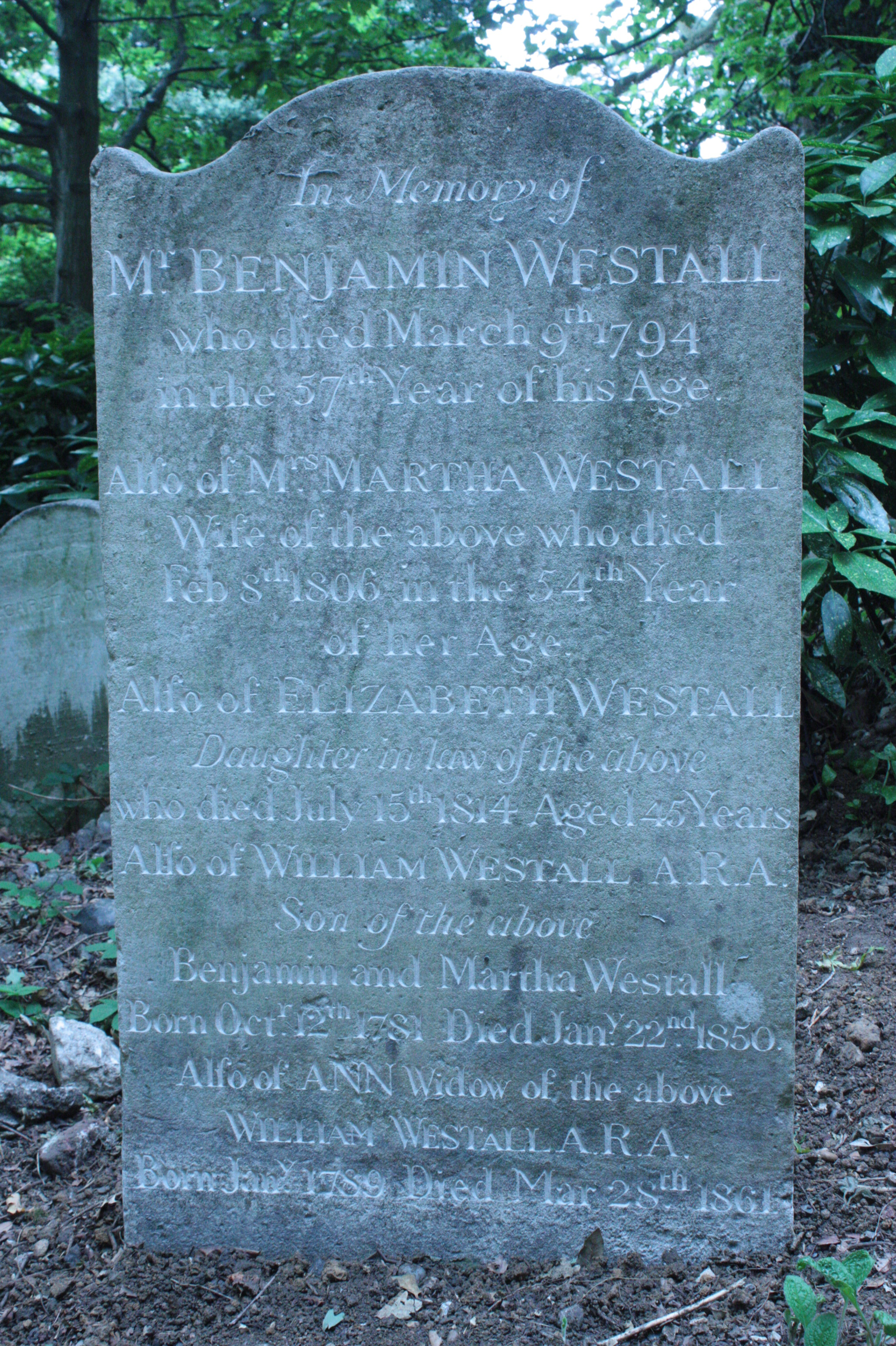
Tombe de William Westall, High Hampstead, Londres

## Publications
Pour la liste des œuvres qu'il a illustré, voir : Wikisource:Author:William Westall